# اشچیانکا، استان ومریان
اشچیانکا، استان ومریان (به لاتین: Trzcianka, Pomeranian Voivodeship) یک منطقهٔ مسکونی در لهستان است که در Gmina Skarszewy واقع شده‌است.

## خصوصیات
اشچیانکا ۲۶ نفر جمعیت دارد.